# Мертлох
Мертлох (нем. Mertloch) — община в Германии, в земле Рейнланд-Пфальц. 
Входит в состав района Майен-Кобленц. Подчиняется управлению Майфельд.  Население составляет 1440 человек (на 31 декабря 2010 года). Занимает площадь 10,28 км².